# Groen
Pour les articles homonymes, voir Groen (homonymie).
Groen (en français : « Vert »), jusqu'en 2003 Agalev,
est un parti politique belge de centre gauche à gauche, qui se réclame de l'écologie politique et présent en Belgique néerlandophone. Il est le pendant néerlandophone du parti francophone Ecolo.
Son président est Bart Dhondt depuis le 19 décembre 2024.

## Nom du parti
Le nom originel du parti, « Agalev », est l’acronyme de Anders GAan LEVen (« Vivre autrement »). Il était porteur du message que les humains doivent choisir d’autres modes de vie plus durables. Lorsqu’il s’enregistra comme parti politique, il eut toutefois l’obligation légale de fournir une signification pour chaque initiale. Il décida alors de se présenter aux élections sous le nom de Anders Gaan Arbeiden, Leven, En Vrijen, soit littéralement « Aller au travail, vivre et avoir des relations sexuelles différemment ». Ce nom était improvisé et pas vraiment sérieux, mais légalement correct.
Après la défaite électorale de 2003, le parti se renomma en « Groen! ». Ensuite le point d’exclamation, symbolisant la nécessité pour le parti de s'imposer dans le paysage politique flamand, fut ôté pour devenir simplement « Groen » début 2012. Ce nom le rend plus proche des autres partis écologistes à travers le monde.

## Histoire

### Avant 1979
Beaucoup des fondateurs du parti politique Agalev sont issus ou ont été inspirés par le mouvement social Agalev. Ce mouvement avait été fondé par l'enseignant jésuite Luc Versteylen, qui fut par ailleurs membre du mouvement flamand d'extrême droite Verdinaso dans sa jeunesse[réf. nécessaire]. Agalev prônait le repos, la solidarité et la sobriété. Agalev combinait les valeurs du catholicisme progressiste et de l’écologie. Il cherche d’abord à diffuser les idées écologistes à une petite échelle, puis agit dans un cadre plus large dès 1973. Lors des élections de 1974 et 1976, Agalev soutint des candidats des partis traditionnels, mais ceux-ci oublièrent les promesses qu’ils avaient faites. En 1977, le mouvement présenta des listes dans de nombreuses communes, non pas pour être élus, mais pour promouvoir ses idéaux.

### De 1979 à 1999
En 1979, un débat surgit pour savoir s’il faut créer un parti politique ou s’il faut rester en dehors de la politique. C’est la première option qui sera choisie. Un groupe de travail est créé au niveau national pour coordonner le nouveau parti. Une association pouvant se présenter aux élections est alors créée. Agalev obtint 2,3 % des votes lors des élections européennes de 1979, sans toutefois obtenir aucun siège.
Lors des élections législatives de 1981, Agalev obtint 4 % des voix, deux sièges à la Chambre des Représentants et un au Sénat. Dans le même temps, Ecolo obtint deux sièges à la Chambre des Représentants et trois au Sénat en Wallonie. Le parti politique Agalev est alors officiellement fondé en 1982, même si les personnalités les plus connues du mouvement social Agalev, comme Versteylen, n’y participent pas. Lors des élections communales de 1982, Agalev obtint plus de 10 % des voix dans plusieurs communes.
Lors de sa première législature, Agalev se comporte en parti de protestation, forçant les autres partis à être plus actifs dans le domaine environnemental et de l’aide au Tiers Monde. Le parti fait campagne sur des thèmes spécifiquement écologiques, comme la lutte anti-nucléaire.
Le parti gagne deux sièges supplémentaires en 1985, puis encore deux en 1987 et enfin encore un en 1991 : ils occupent alors sept sièges à la Chambre des Représentants. Agalev devint alors un partenaire politique sérieux pour les autres partis. En 1992, Agalev échangea son approbation des accords de la Saint-Michel — qui ont fait de la Belgique un État fédéral — contre l’approbation d’une taxe sur les bouteilles, la première écotaxe en Belgique.
En 1995, le parti fait campagne sur l’honnêteté après une série de scandales qui ont secoué le monde politique belge. Il ne perdit toutefois que deux sièges.

### De 1999 à aujourd'hui
Lors des élections de 1999, Agalev et son parti frère wallon Ecolo réussirent un résultat exceptionnel en obtenant près de 15 % des voix au niveau fédéral. Le scandale de la dioxine avait en effet eu lieu juste avant les élections. Agalev obtint alors neuf sièges au Parlement, contre seulement cinq auparavant.
Agalev participa alors au gouvernement fédéral mené par Guy Verhofstadt, en coalition avec les partis libéraux flamand et wallon ainsi que les partis socialises flamand et wallon. Magda Aelvoet devint alors vice premier-ministre et ministre de la santé publique et de l’environnement. Eddy Boutmans devint lui ministre de la coopération au développement.
La même année, Agalev rejoignit le gouvernement flamand, toujours avec les libéraux et les socialistes. Mieke Vogels devint ministre du bien-être et de la coopération au développement, tandis que Vera Dua obtint le poste de ministre de l’agriculture et de l’environnement.
Au niveau national, les Verts parvinrent à infléchir la politique du gouvernement dans de nombreux domaines clés : le cabinet décida de sortir du nucléaire, autorisa le mariage pour les homosexuels, légalisa des milliers d’étrangers en situation irrégulière, promulgua une loi anti-discrimination et promit de dépenser 0,7 % des revenus du pays pour l’aide au développement.
En Flandre, l’agriculture biologique a été promue, les personnes handicapées ont obtenu des budgets personnels et un système de crédits de temps a été établi pour permettre aux gens de mieux combiner travail, santé et temps libre.
En 2002, Magda Aelvoet quitta le gouvernement fédéral après que ce dernier eut décidé de livrer des armes au Népal, pays qui était alors en guerre civile. Elle a été remplacée par son camarade de parti Jef Tavernier.

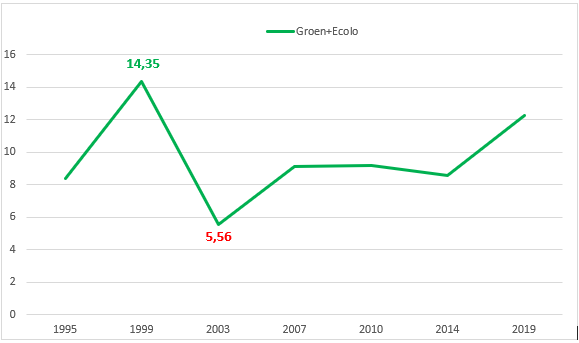
Évolution des résultats électoraux des partis écologistes.

En 2003, Agalev connut une déroute électorale, n’obtint que 2,6 % des voix et perdit tous ses sièges au parlement fédéral. Il quitta alors logiquement le gouvernement fédéral. Il resta néanmoins encore présent dans la majorité régionale en Flandre jusqu’en 2004, mais ses deux ministres en place démissionnèrent au profit d'Adelheid Byttebier et Ludo Sannen. Le parti décida par ailleurs de n'entrer en aucun cas dans le gouvernement flamand suivant, se renomma en Groen et nomma pour la première fois de son histoire un président à sa tête. C’est Vera Dua qui occupa ce poste la première.
Le parti refusa également de former un cartel avec SP.A et Spirit. De nombreuses personnalités quittèrent alors le parti pour l’une de ces deux formations. Lors des élections régionales de 2004, Groen perdit la moitié de ses sièges au parlement de Flandre.
À la suite des élections fédérales du 10 juin 2007, Groen reprend des couleurs et retrouve quatre députés à la Chambre ainsi que deux élus au Sénat. Dans les deux assemblées, Groen constitue un groupe politique commun avec son pendant francophone Ecolo, avec lequel il a toujours maintenu de bonnes relations.
Le 19 décembre 2009, Groen et le petit Sociaal-Liberale Partij, ancien Spirit, un parti social-libéral flamand, fusionnent.

### Le débat sur le cartel
Le débat en cours depuis 2003, qui a amené certains groupes locaux et certaines personnalités du parti (l’ex-députée Fauzaya Talhaoui, devenue entre-temps sénatrice Spirit, l’ancien échevin malinois Ali Salmi, également passé à Spirit, la sénatrice Jacinta De Roeck entre autres) à le quitter pour le SP.A ou Spirit, a trait à la stratégie d’autonomie politique prônée par la direction du parti, alors qu’une minorité interne souhaitait que les écologistes viennent rejoindre le cartel de gauche déjà existant entre le SP.A et Spirit. Ce débat n’est pas sans importance dans la perspective des élections communales d’octobre 2006. Des cartels locaux entre socialistes et écologistes avaient déjà été ponctuellement mis sur pied pour les communales de 1994 et de 2000.

## Idéologie
En tant que parti écologiste traditionnel, les trois valeurs fondamentales de Groen sont l’écologie, la paix et la démocratie participative. Au début, le parti essaya de surmonter les clivages politiques traditionnels (libéral-socialiste, catholique-laïc, flamand-wallon). Depuis les années 1980 toutefois, les idéaux de diversité et de justice sociale ont pris un rôle prééminent et le parti se situe désormais clairement à gauche. Dans son programme actuel, il relie ses trois valeurs fondamentales avec le concept de qualité de vie.
Durant la campagne électorale de 2019, le centre d'études RePresent — composé de politologues de cinq universités (UAntwerpen, KU Leuven, VUB, UCLouvain et ULB) — a étudié les programmes électoraux des treize principaux partis politiques belges. Cette étude a classé les partis sur deux axes « gauche-droite », de « - 5 » (extrême-gauche) à « 5 » (extrême-droite) : un axe socio-économique « classique », qui fait référence à l'intervention de l'État dans le processus économique, et au degré suivant lequel l'État doit assurer une égalité sociale, et un axe socio-culturel, qui fait référence à un clivage articulé autour d'une opposition identitaire autour de thèmes comme l'immigration, l'Europe, la criminalité, l'environnement, l'émancipation, etc.
Groen présente alors le programme le plus à gauche des partis politiques belges sur le plan socio-culturel (- 4,68), et se positionne également à gauche sur le plan socio-économique (- 1,98),.
Le centre RePresent réitère l'exercice durant la campagne électorale de 2024, pour les douze principaux partis. Le positionnement de Groen s'est déplacé vers le centre, de façon très minime, sur l'axe socio-culturel (- 4,23), et vers la gauche sur l'axe socio-économique (- 2,38).

## Union européenne
Groen fait partie, tout comme son parti frère Ecolo, du Parti vert européen. Il a envoyé, à la suite des élections de 2019, une seule députée : Sara Matthieu.

## Structure
Le plus haut organe de Groen est le congrès, qui est ouvert à tous les membres. Le parti a toutefois une structure relativement décentralisée avec des sections municipales fortes et une organisation nationale relativement faible. Jusqu’en 2003, le parti n’avait pas de président mais un secrétaire disposant de beaucoup moins de pouvoirs. La défaite électorale de 2003 a conduit le parti à repenser son organisation. Son présidentes actuelles, Nadia Naji et Jeremie Vaneeckhout ont été élue le 11 juin 2022
Les députés font face à des contraintes assez fortes par rapport à d’autres partis : les doubles mandats ne sont pas autorisés, alors qu’en Belgique il est traditionnel d’être député-bourgmestre ; les députés ne peuvent par ailleurs pas effectuer plus de deux mandats ; la moitié au moins des listes électorales doit être composée de femmes ; enfin, un pourcentage élevé du salaire de député doit être reversé au parti.
Pour les standards belges, Groen a relativement peu de membres, le nombre total ayant varié entre 2 000 et 6 500, soit seulement 1 % de ses électeurs. Traditionnellement, les membres des partis politiques belges constituent environ 10 % de leur électorat total.
L’organisation de jeunesse, les Jeunes Verts, a été fondée officiellement en 1998. Des groupes de jeunes locaux étaient toutefois actifs depuis la fin des années 1980 et avaient commencé à coordonner leurs activités en 1996.
Groen est membre des Verts européens.
Contrairement à d’autres partis belges ou à d’autres mouvements verts européens, Groen n’a pas créé d’associations sœurs dans les différents domaines de la vie sociale. Il est toutefois assez proche des différentes organisations environnementales.

### Liste des secrétaires politiques/présidents

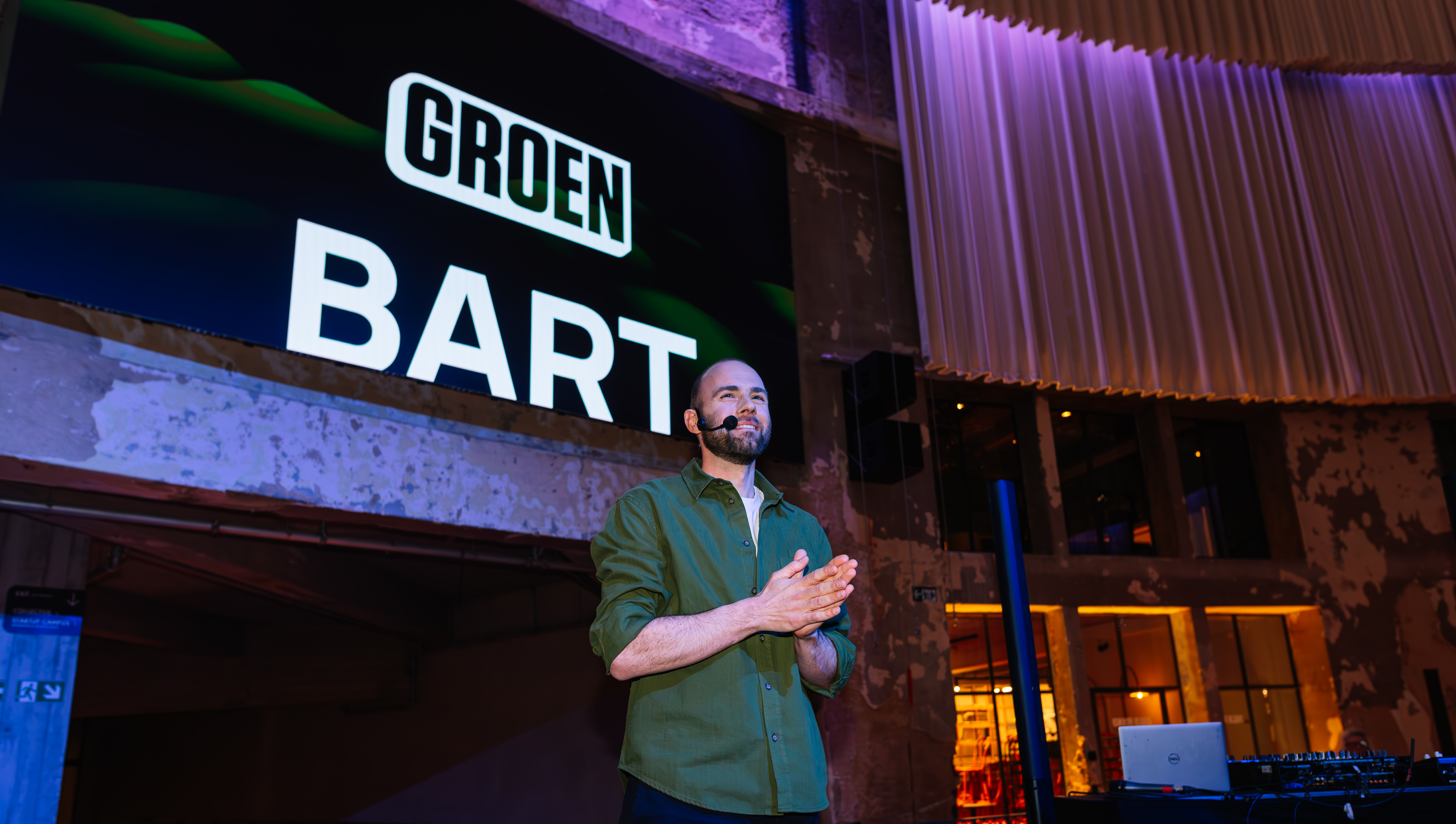
Président Bart Dhondt

#### Secrétaires politiques (1981-2003)
| Secrétaire | Secrétaire                    | Durée     |
| ---------- | ----------------------------- | --------- |
| 1          | Leo Cox                       | 1981-1989 |
| 2          | Johan Malcorps (1957-)        | 1989-1995 |
| 3          | Wilfried Bervoets (1952-1998) | 1995-1997 |
| 4          | Jos Geysels (1952-)           | 1997-2003 |
| 5          | Dirk Holemans (1965-)         | 2003      |

#### Présidents (depuis 2003)
| Président | Président                                 | Durée     |
| --------- | ----------------------------------------- | --------- |
| 1         | Vera Dua (1952-)                          | 2003-2007 |
| 2         | Mieke Vogels (1954-)                      | 2007-2009 |
| 3         | Wouter Van Besien (1971-)                 | 2009-2014 |
| 4         | Meyrem Almaci (1976-)                     | 2014-2022 |
| 5         | Nadia Naji et Jeremie Vaneeckhout (1985-) | 2022-2024 |
| 6         | Bart Dhondt (1984-)                       | 2024-     |

## Résultats électoraux
Le soutien aux Verts a considérablement varié récemment. Il tire la plus grande part de son soutien des Flamands qui ne se sentent pas liés aux organisations sociales fortes. Le parti est le plus fort dans les aires urbaines qui accueillent des fortes proportions d’étudiants.

### Parlement fédéral
| Année | Chambre des représentants | Chambre des représentants | Chambre des représentants | Sénat   | Sénat | Sénat  | Gouvernement                 |
| Année | Voix                      | %                         | Sièges                    | Voix    | %     | Sièges | Gouvernement                 |
| ----- | ------------------------- | ------------------------- | ------------------------- | ------- | ----- | ------ | ---------------------------- |
| 1995  | 269 058                   | 4,4                       | 5 / 150                   | 223 335 | 3,7   | 1 / 40 | Opposition                   |
| 1999  | 434 449                   | 7,0                       | 9 / 150                   | 438 931 | 7,1   | 3 / 40 | Verhofstadt I                |
| 2003  | 162 205                   | 2,5                       | 0 / 150                   | 161 024 | 2,5   | 0 / 40 | Opposition                   |
| 2007  | 265 828                   | 4,0                       | 4 / 150                   | 241 151 | 3,6   | 1 / 40 | Opposition                   |
| 2010  | 285 989                   | 4,4                       | 5 / 150                   | 251 146 | 3,9   | 1 / 40 | Opposition                   |
| 2014  | 358 947                   | 5,3                       | 6 / 150                   |         |       | 3 / 60 | Opposition                   |
| 2019  | 413 836                   | 6,10                      | 8 / 150                   |         |       | 4 / 60 | Opposition, soutien, De Croo |
| 2024  | 324 608                   | 4,65                      | 7 / 150                   |         |       | 2 / 60 | Opposition                   |

### Entités fédérées

#### Parlement flamand
| Année | Voix    | %     | Sièges   | Gouvernement |
| ----- | ------- | ----- | -------- | ------------ |
| 1995  | 267 155 | 7,1   | 7 / 124  | Opposition   |
| 1999  | 451 361 | 11,6  | 12 / 124 | Somers       |
| 2004  | 308 898 | 7,6   | 6 / 124  | Opposition   |
| 2009  | 278 211 | 6,8   | 7 / 124  | Opposition   |
| 2014  | 365 781 | 8,7   | 10 / 124 | Opposition   |
| 2019  | 428 696 | 10,11 | 14 / 124 | Opposition   |
| 2024  | 319 396 | 7,29  | 9 / 124  | Opposition   |

#### Parlement de la Région de Bruxelles-Capitale
| Année | Voix   | %      | %                      | Sièges | Gouvernement          |
| Année | Voix   | Global | Collége néerlandophone | Sièges | Gouvernement          |
| ----- | ------ | ------ | ---------------------- | ------ | --------------------- |
| 1989  | 4 821  | 1,1    | 1,1                    | 1 / 75 | Opposition            |
| 1995  | 3 906  | 1,0    | 1,0                    | 0 / 75 | Opposition            |
| 1999  | 13 223 | 3,1    | 21,84%                 | 2 / 75 | Opposition            |
| 2004  | 6 132  | 1,4    | 9,8%                   | 1 / 89 | Opposition            |
| 2009  | 5 806  | 1,3    | 11,2%                  | 2 / 89 | Picqué IV, Vervoort I |
| 2014  | 9 551  | 2,1    | 17,89%                 | 3 / 89 | Opposition            |
| 2019  | 14 425 |        | 20,61%                 | 4 / 89 | Vervoort III          |
| 2024  | 18 345 |        | 22,82%                 | 4 / 89 | à déterminer          |

### Conseils provinciaux
| Année | Anvers | Brabant Flamand | Flandre Occidentale | Flandre Orientale | Limbourg |
| ----- | ------ | --------------- | ------------------- | ----------------- | -------- |
| 2006  | 4 / 84 | 7 / 84          | 2 / 84              | 4 / 84            | 0 / 75   |
| 2012  | 6 / 72 | 7 / 72          | 4 / 72              | 6 / 72            | 13 / 63  |
| 2018  | 5 / 36 | 6 / 36          | 4 / 36              | 5 / 36            | 1 / 31   |
| 2024  | 3 / 36 | 3 / 36          | 2 / 36              | 4 / 36            | 1 / 31   |

### Parlement européen
Résultats dans le collège néerlandophone.
| Année | %    | Sièges | Groupe              |
| ----- | ---- | ------ | ------------------- |
| 1979  | 2,3  | 0 / 13 | Extra-parlementaire |
| 1984  | 7,1  | 1 / 13 | ARC                 |
| 1989  | 12,2 | 1 / 13 | Verts               |
| 1994  | 10,7 | 1 / 14 | Verts               |
| 1999  | 12,0 | 2 / 14 | Verts/ALE           |
| 2004  | 8,0  | 1 / 14 | Verts/ALE           |
| 2009  | 7,9  | 1 / 13 | Verts/ALE           |
| 2014  | 10,6 | 1 / 12 | Verts/ALE           |
| 2019  | 12,4 | 1 / 12 | Verts/ALE           |
| 2024  | 10,0 | 1 / 13 | Verts/ALE           |

## Identité visuelle
À l'origine, le parti s'appelait Agalev, abréviation de Anders Gaan Leven en français : « Vivre différemment ». Après la lourde défaite aux élections fédérales de 2003, le nom devient Groen!. Début 2012, le point d'exclamation est abandonné et le nom devient Groen.

Agalev de 1979 à 2003
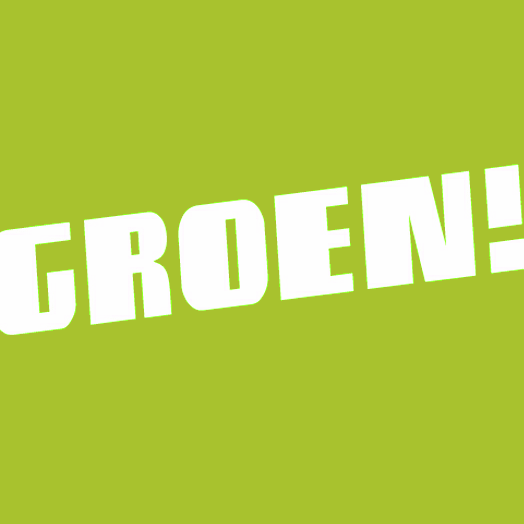
Groen! de 2003 à 2012
Groen de 2012 à 2022
Groen à partir de 2022

## Personnalités liées
- Magda Aelvoet
- Eddy Boutmans
- Vera Dua
- Jos Geysels
- Jef Tavernier
- Petra De Sutter
- Tinne Van der Straeten